# Mohammed Younis al-Ahmed
Mohammed Younis al-Ahmed al-Muwali dit Khadr al-Sabahi, est un ancien membre du Parti Baath irakien. Ahmed a actuellement[Quand ?] une prime d'un million de dollars sur la tête, l'un des hommes les plus recherchés d'Irak, accusé de financement et de direction d'opérations de résistance.

## Jeunes années et carrière dans le régime de Saddam Hussein
Ahmed est né à  al-Mowall en 1949, dans la province de Mossoul et est monté dans les rangs du parti Baath irakien sous le régime de Saddam Hussein. Initialement au service de la Direction de l'orientation politique de l'armée irakienne, chargée de veiller au contrôle baathiste de l'armée, Ahmed est ensuite devenu un membre éminent du bureau militaire du parti.
Bien que faisant partie du commandement suprême du parti Baath au moment de l'invasion de l'Irak en 2003, les États-Unis n'ont pas donné la priorité à sa capture avant des mois après la chute du gouvernement baathiste, laissant par inadvertance assez de temps à Ahmed pour se cacher.

## Résistance irakienne
Ancien assistant de l'ancien président irakien Saddam Hussein et organisateur régional du parti Baath qui, semble-t-il, aurait été formé à Moscou après la guerre en Irak en 2003, il aurait été l'un des principaux personnages de l'insurrection irakienne et un rival majeur d'Izzat Ibrahim al-Douri. En 2006, le gouvernement irakien a prétendu qu'il était un "chef opérationnel", un "facilitateur financier" et un commandant sur le terrain des insurgés baathistes.
Largement basé en Syrie depuis la guerre, Younis a été accusé par le président irakien Nouri al-Maliki d'avoir accès à des fonds substantiels et d'avoir décaissé des fonds et dirigé les combats des insurgés sunnites en Irak. Selon les journalistes Michael Weiss et Hassan Hassan, le président syrien Bachar el-Assad aurait tenté de faire d'Al-Ahmed le chef des insurgés baathistes irakiens. Cependant, d’autres ont rapporté que son organisation, al-Awda, compte de nombreux chiites au niveau intermédiaire et est attrayante pour certains anciens chiites ba’athistes du sud de l’Irak et l'on pense que les partisans chiites de Younis sont actifs dans le sud de l'Irak,.
En outre, l'organisation de Younis serait axée sur la réhabilitation politique, les amnisties et le rapatriement des exilés baathistes, contrairement à l'Armée des hommes de la Naqshbandiyya qui veut renverser violemment le gouvernement irakien. Selon le département du Trésor des États-Unis, Younis a vécu de long en large entre la Syrie, l'Irak et les Émirats arabes unis.
Le 23 août 2009, le gouvernement irakien a enregistré l'enregistrement d'une conversation présumée entre deux membres du mouvement baathiste irakien basé en Syrie, Sattam Farhan et al-Ahmed, en les reliant aux attentats à la bombe perpétrés à Bagdad en août 2009 et faisant plus de 100 morts. Le ministère syrien des Affaires étrangères a nié toute implication de la Syrie dans l'attaque. Le 25 août, l'Irak a convoqué son ambassadeur pour qu'il revienne de Syrie et le gouvernement syrien a émis un ordre similaire à son ambassadeur en quelques heures à titre de représailles.
Malgré cela, les forces de sécurité irakiennes et américaines n'ont signalé aucun signe indiquant que les baathistes franchissent illégalement la frontière au cours de ces derniers mois. La responsabilité des attentats du mois d'août a ensuite été revendiquée par l'État islamique d'Irak.

### Rivalité entre baasistes
Ahmed a été mentionné pour la première fois dans un journal publié par le gouvernement al-Sabah, le gouvernement irakien, le 6 décembre 2004, selon lequel un insurgé capturé, Moyayad Yaseen Ahmad, dirigeant de Jeish Muhammad, avait affirmé qu'Ahmed avait récemment été élu secrétaire du parti Baath irakien à une conférence organisée par un groupe de fugitifs baathistes à Al-Hasakah, en Syrie. Ahmed a fait une autre tentative pour la direction du parti après la mort de Saddam Hussein, entraînant la condamnation des partisans d'Al Douri qui ont ordonné l'expulsion d'Ahmed et de 150 autres membres du parti. Ahmed a émis un contre-ordre ordonnant l'expulsion d'Al-Douri du parti, ce qui a conduit à la création de deux ailes du parti Baath irakien. Al-Douri a publié une déclaration dans laquelle il critiquait la Syrie et Younis pour ce qu'ils prétendent être une tentative soutenue par les Américains de saper le parti Baath irakien, bien que cette déclaration ait été par la suite minimisée.
L'aile du pro-Ahmed du parti aurait des contacts avec l'ancien commandant de la garde républicaine Ra'ad al-Hamdani et aurait également été en contact avec Wafiq Al-Samarrai dans le but de légitimer le parti.
Ahmed, dans ses tentatives de réunification du parti a noué des relations étroites avec le gouvernement baathiste syrien contrairement à al-Douri, qui se méfie des Syriens à cause de leur alliance avec les Iraniens. Le gouvernement syrien soutient discrètement Ahmed afin de renforcer son contrôle sur le parti Baath irakien,. En mars 2009, plusieurs membres représentant Younis ont pris contact avec les forces de la coalition et l'équipe de reconstruction provinciale du gouvernorat de Saladin. Ils ont rencontré des représentants de la coalition, au lieu de représentants du gouvernement irakien, car ils affirmaient que le gouvernement irakien était sous influence iranienne et pourrait se venger de tout membre du parti Baath. Ils ont dit que la faction dirigée par les Younis était insatisfaite du gouvernement irakien actuel, qui était à la fois sectaire et incapable de fournir l'infrastructure et les services publics. Les représentants ont affirmé que la faction dirigée par Younis n'était pas opposée à la démocratie mais souhaitait au contraire participer pacifiquement au processus démocratique. Ils ont également affirmé que, contrairement à la faction dirigée par al-Douri, ils avaient reconnu que le gouvernement baathiste d'avant 2003 avait commis de nombreuses erreurs et que l'Irak ne pouvait pas revenir à ce système de gouvernement. Les tentatives d'Ahmed de recruter en Syrie l'aide d'anciens baathistes iraquiens rencontrent un certain succès, en particulier parmi les Arabes sunnites plus pauvres de la population réfugiée, en partie grâce à la capacité d'Ahmed à offrir des incitations financières et des permis de résidence syriens en raison de leur proximité avec la Syrie.